# 쿼드 안테나

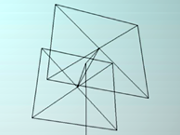
아마추어 무선국에서 사용하는 2소자 쿼드 안테나

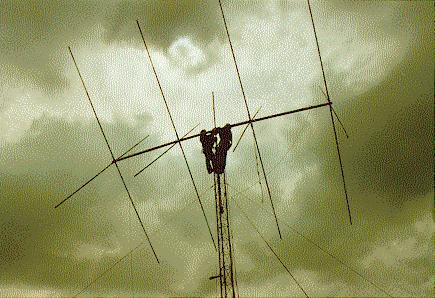
4소자 아마추어 무선 쿼드 안테나. 안테나를 조립하는 두 사람이 크기를 보여준다. 와이어 루프는 거의 보이지 않으며, 교차 지지대의 끝에 매달려 있다.

쿼드 안테나(Quad antenna)는 단파, 초단파 대역에서 사용되는 지향성 안테나의 일종이다. 쿼드는 야기 안테나("야기")의 일종이지만 다이폴 대신 루프 소자로 구성된다. 즉, 도파 소자와 하나 이상의 기생 소자로 구성된다. 그러나 쿼드에서는 각각의 루프 안테나 소자가 정사각형, 원형 또는 다른 모양일 수 있다. 아마추어 무선가 HF 및 VHF 아마추어 대역에서 사용한다.

## 역사
쿼드 안테나는 여러 발명의 발전 형태이다.
- 1924년, 모세스 제이콥슨(Moses Jacobson)은 능형 루프 안테나를 특허받았다.[1]
- 1938년, 조지 브라운(George Brown) 외 여러 명은 능형 루프 안테나와 1/4 파장 길이의 변을 특허받았다.[2]

- 1951년, 클라렌스 C. 무어(Clarence C. Moore, W9LZX)는 HCJB(안데스산맥 고산지대에 위치한 단파 선교 방송국)의 기독교 선교사이자 엔지니어로서 "쿼드"라고 부르는 2턴 루프 안테나를 개발하고 특허를 냈다.[3] 그는 고지대의 희박한 공기에서 빔 안테나를 사용할 때 발생하는 큰 코로나 방전 문제를 해결하기 위해 이 안테나를 개발했다. 무어는 자신의 안테나를 "펼쳐진 접힌 다이폴"이라고 설명한다. 무어 특허의 주요 내용은 2턴 단일 루프 설계이며, 이는 오늘날 "쿼드"라고 불리는 안테나는 아니지만, 특허에는 2소자 단방향 "쿼드"에 대한 언급과 그림이 포함되어 있으며, 완전파 루프 개념이 개발된 시기를 설명한다.

"본 발명의 또 다른 목적은 전압 성분이 거의 존재하지 않고 인접 루프 사이의 임피던스로 인한 전압만 존재하는, 각 턴의 길이가 1파장 이상인 짝수 개의 턴을 갖는 루프 안테나를 제공하는 것이다."
"1942년 여름 에콰도르 포소라자에서 짧은 휴가를 보내면서 약 100파운드의 공학 참고서적을 가지고 가서 하나님의 도움으로 문제를 해결할 수 있다고 확신했다. 대나무 오두막 바닥에 가져온 참고서적을 모두 펼쳐 놓고 기본적인 안테나 설계에 대해 몇 시간 동안 작업했다. 우리의 기도는 응답되었을 것이다. 왜냐하면 우리가 작업하는 동안 소자의 끝이 없고 비교적 높은 송신 임피던스와 높은 이득을 결합한 루프 안테나라는 새로운 개념과 함께 쿼드 형태의 안테나 모습이 점차 커졌기 때문이다."
무어의 설계는 코로나 방전으로 인한 간섭을 제거했다. 소자의 끝이 없기 때문에 일반 다이폴 안테나 기반 야기에서 코로나를 유발하는 끝 효과가 루프로 만든 야기(쿼드)에서는 발생하지 않는다. 하지만 다른 장점도 나타났다. 위에 인용된 더 높은 임피던스는 더 낮은 전류와 따라서 전송선에서의 더 낮은 손실로 이어진다. 또한 이득은 다이폴 야기보다 높다.
- 1957년, 제임스 셰리프 맥카이그(James Sherriff McCaig)는 우리가 "큐비컬"(2소자) 다중 대역 쿼드 안테나로 알고 있는 것을 특허냈다.[5]

- 1960년, 루돌프 바움가르트너(Rudolf Baumgartner)는 스위스 쿼드를 특허냈다.[6][7]

- 1969년, 베르너 볼트(Werner Boldt)는 DJ4VM 쿼드를 발명했다.[8]

- 1971년, 한스 F. 뤼케르트(Hans F. Ruckert)는 "모노-루프 트라이-밴드 큐비컬 쿼드"를 발명했다.[9]

## 다이폴 기반 야기-우다 안테나와의 비교 우위
루프 야기-우다(쿼드) 안테나에 대한 엄격한 테스트 결과, 다이폴 안테나로 만든 다이폴 기반 야기 안테나에 비해 다음과 같은 장점을 보인다.
편파급전점을 변경하여 수직 편파에서 수평 편파로 쉽게 변경할 수 있다.
다중 대역 안테나다중 대역 야기 안테나보다 다중 대역 쿼드 안테나를 설계하기가 더 쉽다.
더 높은 이득2소자 쿼드는 3소자 야기와 거의 동일한 이득(다이폴 대비 약 7.5 dB)을 갖는다. 마찬가지로 3소자 쿼드는 3소자 야기보다 더 높은 이득을 갖는다. 그러나 쿼드 소자를 추가해도 이득 증가 효과는 감소한다.
"20개 또는 30개의 도파 소자를 가진 기생 빔은 효율적인 고이득 안테나이지만, 쿼드 배열의 최대 실제 기생 루프 소자 수는 4개 또는 5개로 제한되는 것 같다." — Wm. Orr
복사 저항복사 저항은 지상 높이, 소자 간격, 환경 조건의 영향을 받는다. 그러나 야기보다 값이 높고 50 Ohm 동축 급전선과 더 잘 일치한다.
더 낮은 붐 높이"지상 35피트 높이에 설치된 2소자 3대역 쿼드는 트라이밴드 야기가 잘 작동하지 않는 상황에서 좋은 성능을 발휘한다."
더 짧은 붐오어(1996)는 6′10″의 붐 길이를 가진 10, 15, 20미터 2소자 쿼드를 보여준다.
내부 스태킹 가능다중 대역 쿼드 안테나 간의 상호 작용은 단일 급전선으로 급전되더라도 매우 낮다. 따라서 고주파(더 작은) 쿼드 루프는 저주파(더 큰) 쿼드 루프 안에 중첩될 수 있어 중첩된 루프 수만큼 많은 대역에서 작동할 수 있다.
더 낮은 복사각Root (2008)에 따르면 쿼드가 "더 일찍 대역을 연다"는 잘못된 주장이 50년간 지속되어 왔는데, 이는 쿼드가 야기보다 더 낮은 복사각을 보인다는 것을 시사한다. 컴퓨터 모델링으로는 이러한 차이가 나타나지 않는다. 루트는 각 소자의 수직 변이 실제로 낮은 각도 성분을 복사할 수 있다고 제안한다.

## 다른 안테나에 비해 단점

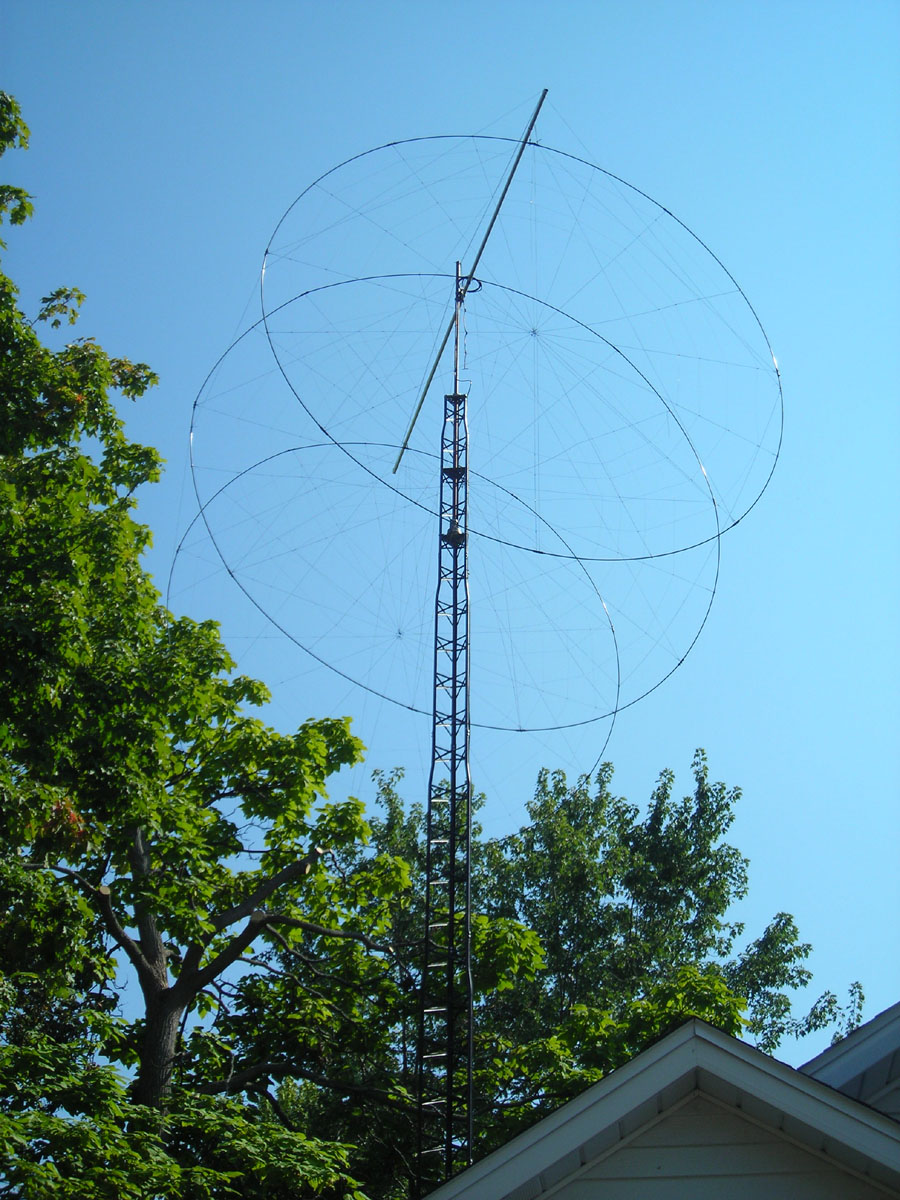
3소자 시제품 E-Z-O 안테나.

대역폭최대 이득으로 조정된 경우 3소자 쿼드 안테나의 대역폭은 제한적이다. 설계 주파수에서 벗어나면 기생 소자의 거의 공진 상태가 불균형해진다. 그러나 도파 소자의 길이를 늘리면 약 1dB의 이득을 희생하는 대신 훨씬 넓은 대역폭을 얻을 수 있다.
유지보수쿼드는 3차원 안테나이므로 유지보수가 어려울 수 있다. 기울일 수 있는 타워가 있더라도 높은 사다리나 버킷 트럭이 필요할 수 있다. 큐비컬 쿼드 안테나, 로테이터, 타워 작업을 위한 잠금 메커니즘이 있어 타워를 지상으로 기울일 수 있다. 이는 마스트가 내려갈 때 안테나가 옆으로 회전할 수 있도록 풀어주는 방식으로 작동한다. 마스트가 작동 위치로 다시 올라갈 때 안테나는 제자리에 고정된다(잠금 메커니즘은 중력으로 작동한다).

## E-Z-O 변형
2008년, 다니엘 밀스(Daniel Mills, N8PPQ)는 쿼드 설계에 대한 개선 가능성이 있는 안테나를 설계했다. 그의 E-Z-O 안테나는 딱딱한 막대 대신 유연한 유전체 튜브를 사용하여 전기 소자를 지지한다. 그는 대략적인 원형 형태 때문에 쿼드보다 약간 더 높은 이득을 주장한다.
외부 대역 소자에 대한 유전체 효과의 크기는 예상치 못한 놀라움이었으며, 최적의 소자 길이는 실험을 통해 결정되었다. 참고 문헌은 발견되지 않았다. Jefferies & Koulouris (2003)는 "우리가 아는 한, 루프 안테나를 유전체로 감싼 것에 대한 보고된 연구는 없다."고 밝혔다.

## 참고 문헌
- Orr, W.I. (W6SAI) (1959). 《The Radio Handbook》 (PDF). Editors and Engineers, Ltd. 2016년 1월 4일에 확인함 – n3ujj.com 경유.
- Orr, W.I. (W6SAI) (December 1991). 《The Radio Amateur Antenna Handbook》. Radio Amateur Callbook. ISBN 978-0-8230-8706-8.